# Marge passive

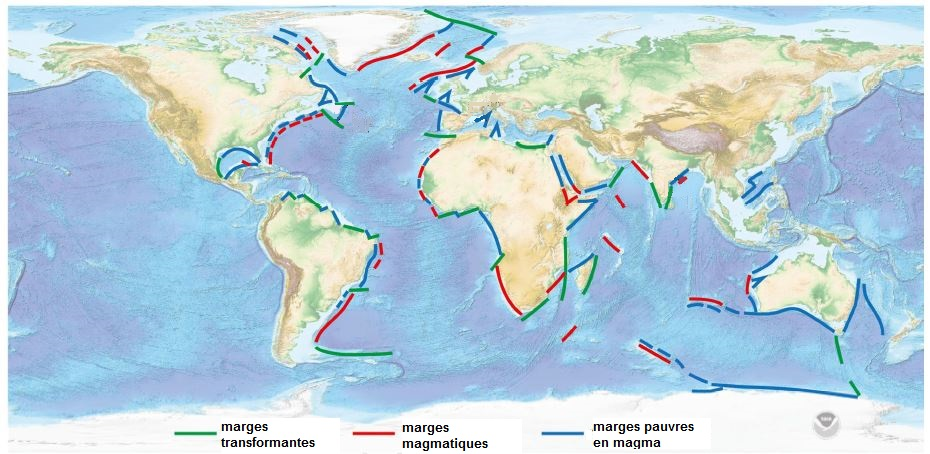
Les trois grands types de marges passives : marges magmatiques ou volcaniques (en rouge), a-magmatiques ou pauvres en magma (en bleu) et transformantes (en vert).

En géologie, une marge passive ou marge continentale passive correspond à la zone de transition entre la croûte continentale et la croûte océanique (plaine abyssale) quand il n'y a pas de subduction et d'activité sismique. La marge correspond alors à l'un des deux épaulements du rift qui a initié l'ouverture océanique (l'autre épaule du rift se trouve de l'autre côté de l'océan).

## Caractéristiques
Une marge passive est formée de trois parties :
- le plateau continental, de pente très douce : on trouve un dénivelé d'environ 200 m à 400 m.
- le talus, sa pente est plus brutale : 400 m en 4000 m.
- le glacis, dont le dénivelé est d'environ 100 m en 3000 m.

Une marge passive est caractérisée par de la subsidence thermique (enfoncement lié au refroidissement de la croûte océanique) et des failles normales, qui ont fonctionné pendant la phase de rifting et qui se sont arrêtées dès que l'océanisation a commencé. Ces failles sont typiquement décakilométriques et listriques (légèrement incurvées vers le haut ; leur pendage devient moins fort en profondeur). On peut aussi observer des formations telles que les blocs basculés ou les failles normales qui apparaissent lors de la formation du rift.

### Sédiments
Trois types de sédiments déposés sur une marge passive peuvent se distinguer :
- les sédiments pré-rift (ou anté-rift), déposés avant la phase de rifting, en contexte tectonique calme. Ils sont solidaires de leur socle.
- les sédiments syn-rift, déposés pendant la phase de rifting (mais avant l'océanisation). Les failles normales listriques provoquant une rotation des blocs, les dépôts sédimentaires sont en éventail, avec de nombreux onlaps. Ces sédiments, du fait de l'augmentation graduelle de la pente de dépôt, présentent fréquemment des slumps (pli non tectonique se produisant dans un sédiment non consolidé).
- les sédiments post-rift, déposés après la phase de rift, pendant l'ouverture océanique proprement dite, sont en couches parallèles horizontales. La subsidence peut conduire à des épaisseurs de sédiments très importantes (jusqu'à 10 km).

## Exemples de marge passive
- les côtes américaines, européennes et africaines de l'océan Atlantique.
- les côtes de la Corse et de Provence.

## Transition d'une marge passive à une marge active
Deux marges continentales passives sont créées quand s'initie un rift continental suivi d'une expansion des fonds océaniques. Certaines simulations analogiques et numériques suggèrent qu'une marge passive peut devenir active (avec la création d'une zone de subduction) quand elle devient suffisamment épaisse et froide pour s'enfoncer dans l'asthénosphère sous son propre poids et sous celui des sédiments qui s'y sont accumulés, mais la plupart des simulations numériques suggèrent au contraire que seules des marges passives jeunes et minces peuvent engendrer spontanément une subduction, les vieilles plaques étant mécaniquement trop résistantes. En réalité, on ne connaît aucun exemple de l'activation spontanée d'une marge passive, toutes les transitions connues résultent de la collision de deux blocs continentaux ou d'un bloc continental et d'un arc volcanique, qui conduit à une brusque redistribution des vitesses des plaques à l'échelle du globe. La transition dure typiquement 10–20 millions d'années (Ma) mais peut ne prendre que 5–10 Ma (exemples : Timor, Taïwan, orogène de Wopmay (en)) ou s'étendre sur 25–30 Ma (exemples : Oural, Kouhistan).